# Julie Ann Emery
Julie Ann Emery (Crossville, 16 gennaio 1975) è un'attrice statunitense.

## Filmografia

### Cinema
- Hitch - Lui sì che capisce le donne (Hitch), regia di Andy Tennant (2005)
- Gillery's Little Secret (2006)
- Pictures of Hollis Woods (2007)
- The Rainbow Tribe, regia di Christopher R. Watson (2008)
- House (2008)
- The History of Future Folk (2012)
- Comic Movie (Movie 43) (2013)
- Gifted - Il dono del talento (Gifted), regia di Marc Webb (2017)
- Copia originale (Can You Ever Forgive Me?), regia di Marielle Heller (2018)
- Walkaway Joe, regia di Tom Wright (2020)

### Televisione
- E.R. - Medici in prima linea (ER) – serie TV, 6 episodi (2001-2003)
- Taken – miniserie TV (2002)
- Line of Fire – serie TV, 13 episodi (2003-2005)
- Commander in Chief – serie TV, 5 episodi (2005)
- Alias – serie TV, episodio 4x05 (2005)
- Ghost Whisperer - Presenze (Ghost Whisperer) – serie TV, episodio 2x11 (2006)
- Bones – serie TV, episodio 2x09 (2006)
- October Road – serie TV, 3 episodi (2007)
- Army Wives - Conflitti del cuore (Army Wives) – serie TV, episodio 1x05 (2007)
- The Riches – serie TV, 4 episodi (2007)
- Dexter – serie TV, episodio 3x04 (2008)
- Cupid – serie TV, episodio 1x02 (2009)
- Terminator: The Sarah Connor Chronicles – serie TV, episodio 2x16 (2009)
- Suits – serie TV, 2 episodi (2011)
- Damages – serie TV, 2 episodi (2011)
- Perception – serie TV, episodio 2x06 (2013)
- NCIS - Unità anticrimine (NCIS) – serie TV, episodio 11x12 (2014)
- Unforgettable – serie TV, episodio 3x07 (2014)
- Fargo – serie TV, 4 episodi (2014)
- Better Call Saul – serie TV, 5 episodi (2015-2022)
- Masters of Sex – serie TV, 2 episodi (2015)
- The Following – serie TV, episodio 3x08 (2015)
- Major Crimes – serie TV, 5 episodi (2016)
- NCIS: New Orleans – serie TV, episodio 2x19 (2016)
- Preacher – serie TV, 33 episodi (2017-2019)
- Catch-22 – miniserie TV, 3 episodi (2019)
- Bosch – serie TV, 11 episodi (2020-2021)
- Cinque giorni al Memorial (Five Days at Memorial) – miniserie TV, 8 episodi (2022)
- Star Wars: Skeleton Crew – serie TV, episodi 1x05-1x06 (2024)

## Doppiatrici italiane
Nelle versioni in italiano delle opere in cui ha recitato, Julie Ann Emery è stata doppiata da:
- Francesca Fiorentini in Taken, Major Crimes, NCIS: New Orleans, Catch-22
- Daniela Calò in E.R. - Medici in prima linea, Star Wars: Skeleton Crew
- Michela Alborghetti in Alias, Ghost Whisperer - Presenze
- Irene Di Valmo in CSI: Miami
- Tiziana Avarista in Hitch - Lui sì che capisce le donne
- Eleonora De Angelis in Line of Fire
- Benedetta Ponticelli in The Rainbow Tribe - Tutto può accadere
- Laura Latini in Dexter
- Valeria Vidali in Perception
- Francesca Manicone in Fargo
- Georgia Lepore in Better Call Saul
- Chiara Francese in Preacher
- Valentina Mari in Code Black
- Lucia Valenti in The Rookie
- Angela Brusa in Bosch
- Chiara Gioncardi in Cinque giorni al Memorial